# مرسدس-بنز ۱۳۰

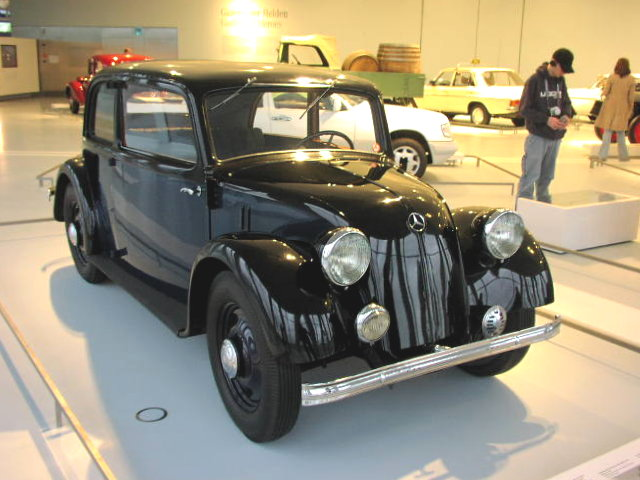
مرسدس-بنز ۱۳۰ مدل ۱۹۳۵

مرسدس-بنز ۱۳۰ (به انگلیسی: Mercedes-Benz 130) خودرویی است که از سال ۱۹۳۱ تا ۱۹۳۹ میلادی در سه طرح مجزا به نام‌های مرسدس-بنز ۱۳۰، ۱۵۰ و ۱۷۰ اچ توسط شرکت مرسدس بنز و در کشور آلمان تولید شد. مرسدس-بنز ۱۳۰ اولین اتومبیلی بود که شرکت مرسدس بنز با موتور عقب تولید می‌نمود.